# Topistische Hirnforschung
Topistische Hirnforschung nennt man in der Neurophysiologie die seit Beginn des 20. Jahrhunderts erfolgten Versuche, Regionen innerhalb des makro- und mikroskopischen Bauplans des Gehirns zu beschreiben und zu umgrenzen, die mit qualitativen Sonderfunktionen nach dem Prinzip der Selbstorganisation ausgestattet sind. Die Beschreibung solcher Sonderfunktionen wird gestützt durch strukturelle Besonderheiten cyto-, myelo-, angio-, fibrillo- und glioarchitektonischer Art.

## Geschichte
Als Beginn der topistischen Vorstellungsweisen kann man die Annahme von René Descartes (1596–1650) ansehen, der die Zirbeldrüse im Gehirn als „einzig unpaares Organ“ als körperlich und örtlich zuständige Instanz für das Zusammenwirken von Leib und Seele annahm (Leib-Seele-Problem). Das Bewusstsein hielt er dabei für die psychische und subjektiv wesentliche Substanz (res cogitans), alle anderen Funktionen als automatenhafte körperlich-materielle Abläufe (res extensa). Indem er einen solchen Zusammenhang forderte, schuf er einerseits die Voraussetzung für eine eher geisteswissenschaftliche Psychologie oder Bewusstseinspsychologie, andererseits für eine anatomisch ausgerichtete Wissenschaft. Damit entsprach er den naturwissenschaftlich ausgerichteten Forschungen seiner Zeit.

## Topistische Hirnforschung und Somatotopik

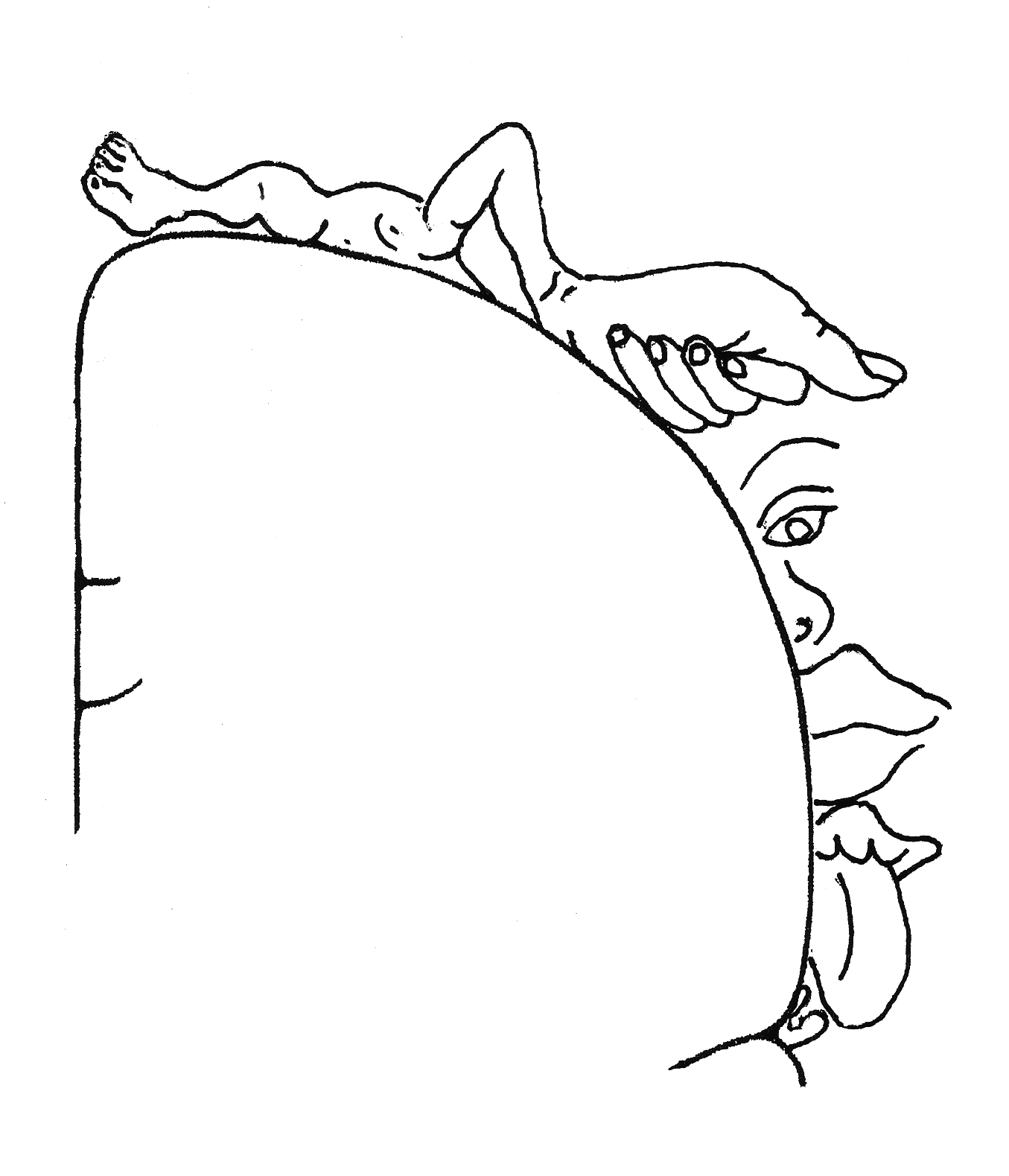
Darstellung eines kortikalen Homunkulus nach Wilder Penfield (1950). Sowohl der gezeigte motorische Cortex als auch der sensorische Cortex sind entsprechend der dargestellten zwergenhaften Figur organisiert (Sensomotorische Region). Die Skizze des Homunculus stellt eine topistische Abbildung dar, in der die Zonen von Hand, Mund, Lippen infolge funktioneller Besonderheiten verhältnismäßig stärker ausgeprägt sind, vgl. auch Anaklise.

Die umfassende Bedeutung des Entwurfs einer Topistischen Hirnforschung ergibt sich bereits aus der auf Wilder Penfield zurückgehenden Begrifflichkeit der Somatotopik.
Diese geht zurück auf die konkrete anatomische Organisation und die summarische Verarbeitung neuronaler Impulse, die von den „Hautsinnen“ ausgehen. (Siehe dazu den Tastsinn einschließlich der Sensibilität).
Die Beschreibung ähnlicher Organisationsprinzipien bei anderen Sinnesmodalitäten erfordert jedoch eine andere Sprachregelung und damit auch bestimmte Begriffsklärungen.
Durch Oberflächenvergrößerung wird eine Gyrusbildung angeregt. Sie ermöglicht eine vermehrte Cephalisation. Unterschiedliche sinnesphysiologische „Topien“ wie z. B. Tonotopie und Retinotopie erfordern unterschiedliche Bezeichnungen und zugleich allgemeine Begriffe, um die gemeinsamen Organisationsprinzipien im Bereich dieser Sinnesmodalitäten zu beschreiben, siehe dazu auch Somatotopie, Kap. Ursprung und Fortentwicklung des Begriffs. Eine solche Klärung ist z. B. die notwendige Unterscheidung von sensibel und sensorisch.

### Sensibel und Sensorisch
Nur in den Gehirnzentren werden afferente Sinnesbahnen als sensorisch bezeichnet. Mit dem Begriff sensorisch sind solche Qualitäten und solche Nervenbahnen gemeint, die das Sensorium betreffen und somit bewusstseinsfähig sind.
Auf der Stufe des Rückenmarks werden afferente Bahnen, welche ihren Ursprung aus der Haut als Sinnesorgan nehmen, als sensible und nicht als sensorische Bahnen benannt, insoweit sie z. B. Reflexe oder autonome Reizantworten auf dieser Ebene auslösen, aber keine bewussten Reaktionen hervorrufen. Diese sensiblen Bahnen bestimmen die für das Rückenmark typische Sensibilität, die nach der Lagebeziehung in Tiefen- und Oberflächensensibilität gegliedert ist und dann bezüglich der Diskriminationsleistung in epikritische und protopathische Sensibilität unterschieden wird.

### Integrative Leistung des ZNS

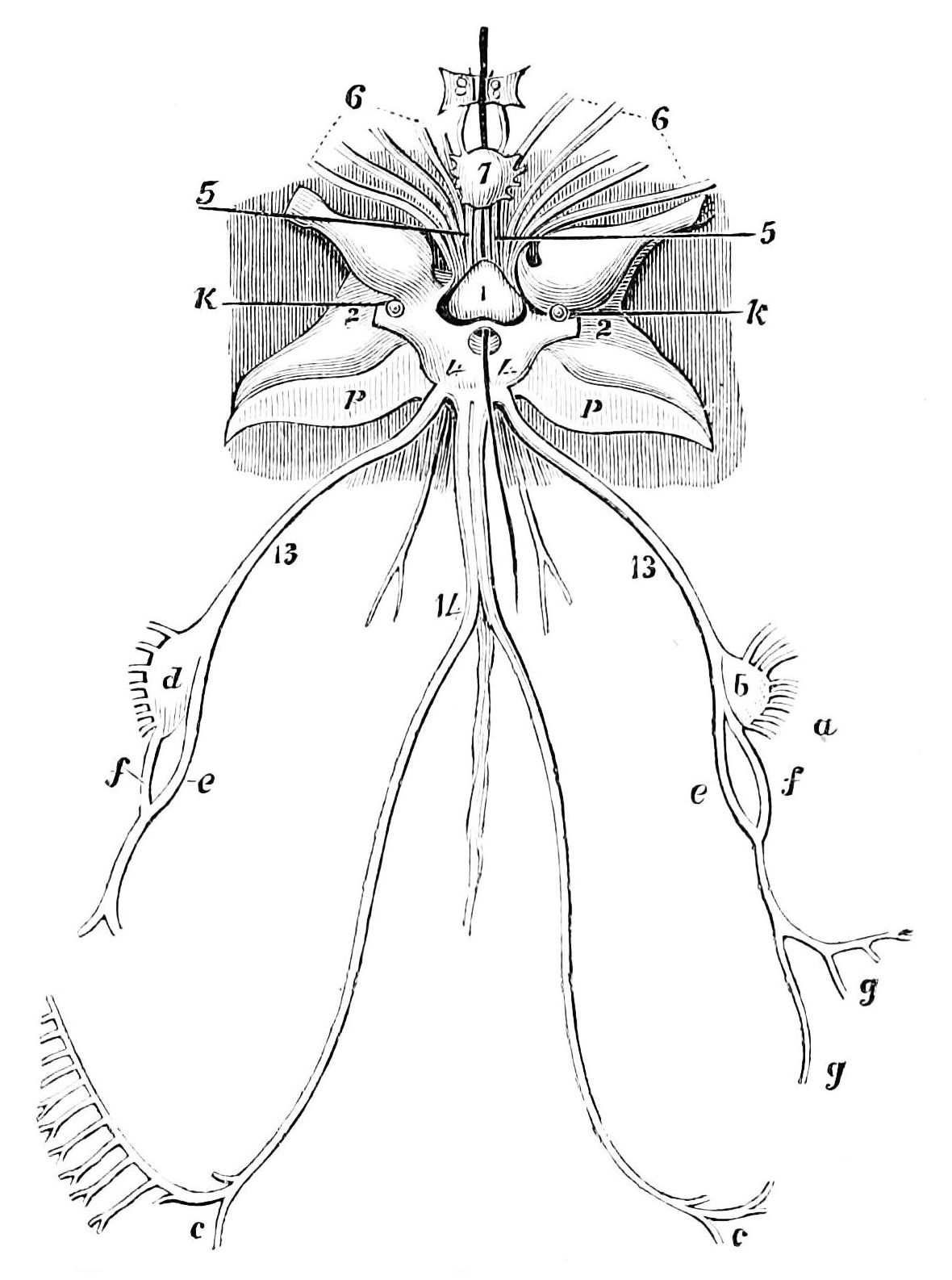
Nervensystem des Tintenfisches
(unbekannter Autor, 1876)

Der im vorstehenden Kap. Sensibel und Sensorisch verwendete Begriff der Hirnzentren schließt eine begriffliche Klärung und Unterscheidung zwischen Zentralnervensystem (ZNS) und peripherem Nervensystem bereits logisch in sich ein.
Diese nicht nur begrifflichen, sondern auch durch die Anatomie des Gehirns und Rückenmarks bedingten topistischen Unterscheidungen sind auch aufgrund des hierarchischen Aufbaus des ZNS sinnvoll. Das ZNS selbst ist in höhere und niedrigere Zentren gegliedert.
Dies ergibt sich aus dem Strukturprinzip der Entwicklung des ZNS und seines reizleitenden Apparats aus der „Peripherie“ bzw. aus dem Ektoderm. Dies wird durch die in der Abb. angedeutete biologische Entwicklungsreihe eines noch nicht zentralisierten Nervensystems am Beispiel der Tintenfische aufgezeigt. Jakob von Uexküll bezeichnete das Nervensystem von Seeigeln als „Reflex-Republik“, vgl. auch Zentralismus.
Der ab etwa 1940–1950 „neu geprägte“ Begriff der Somatotopik hatte und hat weitreichende Bedeutung für das Verständnis der Arbeitsweise des Gehirns erlangt. Die eine weitgehende gestaltliche bzw. körperliche Einheit wahrende Punkt-zu-Punkt-Anordnung von Körperrepräsentationen (Beispiel: Homunkulus) erfüllt bekanntlich übergeordnete integrative Funktionen innerhalb des ZNS.
Vor allem in der Neurophysiologie aber auch in der Psychologie und Psychosomatischen Medizin nimmt der Begriff der Integration eine wichtige Rolle für das Verständnis der verschiedenen Integrationsstufen oder Integrationsgrade ein.
Im Falle der Somatotopie sind hier zuerst die unterschiedlichen Integrationsgrade der Verarbeitung afferenter neuronaler Impulse auf der Stufe des Rückenmarks und des Gehirns zu berücksichtigen. Für Störungen der Integration auf der Stufe des limbischen Systems oder der Formatio reticularis hat sich der Begriff der Organneurose bzw. der funktionellen Syndrome eingebürgert.
In dieser integrativen Sicht ist nicht nur eine hierarchische Gliederung feststellbar, sondern auch eine somatotope Gliederung nach antagonistischen Funktionen. Dies bedeutet z. B., dass im Bereich der Hirnrinde Streckung und Innenrollung des Fußes sowie Plantarbeugung des Fußes „topisch“ eng beieinander liegen. Dasselbe trifft z. B. zu für Beugung und Streckung des Daumens, des Zeigefingers, des Ellenbogengelenks usw. usf.

### Oberbegriff der Topik
Es stellt sich die Frage, ob der Begriff „Topik“ als Oberbegriff für die verschiedenen Merkmale topischer Repräsentationen unterschiedlicher Sinnesmodalitäten brauchbar erscheint.
Der lediglich auf dem Tastsinn beruhende unvollständige Begriff der Somatotopie für die Hautsinne und das mit ihm verdeutlichte einheitliche Funktionsprinzip der topischen Integration im ZNS bedarf auch eines Oberbegriffs, wenn es z. B. um weitere ähnliche Funktionsprinzipien bei anderen Sinnesleistungen geht (Sensorische Integration).
Im Falle der „Somatotopik“ handelt es sich bei der Bezeichnung „Topik“ nämlich nicht um eine einfache „Lokalisation“, sondern um vielfältige topische Abbildungsweisen innerhalb des ZNS und um deren integratives Zusammenspiel.
Man kann in diesem Fall auch von einer übertragenen Bedeutung für den Begriffsbestandteil „Topik“ sprechen oder von einer Topik in verschiedenen Stufen oder Graden.
Auch in der Psychologie ist der Begriff Topik bedeutsam. Auch hier wird er teilweise in übertragener Bedeutung gebraucht, teilweise in der Annahme, dass sich konkrete streng lokalisatorische Forschungsresultate noch ergeben können.
In diesem übertragenen Sinn erscheint „Topik“ vor allem für die vielfältigen neuronalen Vorgänge im Sinne einer „anatomischen Topik“ angebracht. In der englischen Sprache wird verallgemeinernd von „place theory“ gesprochen. Aber häufig wird der Begriff Somatotopie im wissenschaftlichen Schrifttum über die reinen Repräsentationen des Tastsinns und seine verschiedenen Qualitäten hinaus noch immer verallgemeinernd für die spezifisch topische Gliederung im ZNS auch als Oberbegriff für die anderen Sinnesmodalitäten verwendet.

### Zwei Gruppen von Beispielen
Das im Falle der Somatotopik zu erkennende Funktionsprinzip im Bereich des ZNS beschränkt sich nicht nur auf die Anwendung innerhalb eines sensibel-motorischen Systems. Vielmehr ist dieses nur eines aus einer Vielzahl rückgekoppelter Systeme nicht nur im Nervensystem. Bereits die unterschiedlichen somatotopischen Zentren innerhalb des
- Großhirns und Kleinhirns
- Cortex und Thalamus
- Cortex und Limbisches System

machen eine weitere Integration der verschiedenen Funktionskreise erforderlich, die zwischen den genannten Strukturen bestehen. Auch in der
- Gestaltpsychologie

spielen somatotope Gesichtspunkte eine wichtige Rolle. Eine ihrer Grundsätze ist die auf Platon und Aristoteles zurückgehende These, dass „das Ganze mehr ist, als die Summe der Teile“. Diese Integrationsaufgabe ist nach Francis Galton (1822–1911) wichtig für die Unterscheidung zwischen bewussten und unbewussten Denktätigkeiten.

### Neuronale Netze
Neuerdings ist diese Integrationsleistung des Nervensystems durch Netzwerksimulationen wie z. B. Kohonennetze näher erforscht und verständlich gemacht worden. Hierbei spielt die Gliederung eines solchen Netzes nach ganz bestimmten oder sehr unterschiedlichen Merkmalen und nicht nur nach körperlichen Gestaltsprinzipien eine entscheidende Rolle. Die körperlich-gestaltliche Gliederung im Falle der Somatotopie ist nur eines der Beispiele für eine Gestaltung von Kohonenkarten. Diese erfolgt allgemein nach den Prinzipien der Ähnlichkeit, Häufigkeit und Wichtigkeit (Relevanz).

## Topik und Lokalisation
„Topik“ unterscheidet sich insofern von „Lokalisation“, weil die topische Betrachtung von der Interaktion aller beteiligten Strukturen sowohl bei der Wahrnehmung des „sinnlichen Urbilds“ als auch bei der Repräsentation unterschiedlicher „zentraler Abbilder“ ausgeht.
„Lokalisation“ meint immer jeweils nur ein ganz bestimmtes Merkmal an einer ganz bestimmten Stelle des ZNS.
Der lokalisatorische Gedanke ist für die Anatomie in beschreibend-zergliedernder Hinsicht einzelner Strukturen und Merkmale bedeutsam, der topische für das funktionelle Verständnis der Beziehungen  zwischen allen beteiligten anatomischen Strukturen.

## Hirnforschung und Hirnmythologie
Erhobene Vorwürfe wie die der „Hirnmythologie“ gegen Karl Kleist (1879–1960) oder die der „Reflexmythologie“ gegen Iwan Petrowitsch Pawlow (1849–1936) fordern eine Vereinheitlichung der Sprache heraus, da solche Vorwürfe aus verschiedenen Lagern stammen, bei denen jeweils die Sprachregelung des andern nicht angenommen werden kann. Solche Vereinheitlichung kann nur durch übergreifende Modelle erfolgen. Die Topik bietet dazu einen erfolgversprechenden Ansatz.
Kämpferischer Bemühungen bedurfte es zur Anerkennung der Neurologie als akademisches Lehrfach und Spezialfach. Hierbei ging es vor allem um die methodische Verselbständigung der Neurologie und um ihre Ablösung von der Inneren Medizin. Diese Erfolge erzielte der Basler Neurologe Robert Bing (1878–1956) zumindest in der Schweiz. Dabei spielte die topische Diagnostik eine entscheidende Rolle. Bing ist als einer ihrer Pioniere zu betrachten.